# 巴林頓山
巴林頓山（英語：Barrington Hills）是伊利諾伊州芝加哥西北大約40公里外的一個小鎮，遙望庫克縣、凱恩縣、萊克縣及麥克亨利縣。該鎮人口在2000年曾有3915人。